# باربرا رادفورد
باربرا رادفورد (بالإنجليزية: Barbara Radford)‏ هي راقصة على الجليد بريطانية، ولدت في القرن العشرين.